# Károly Szittya

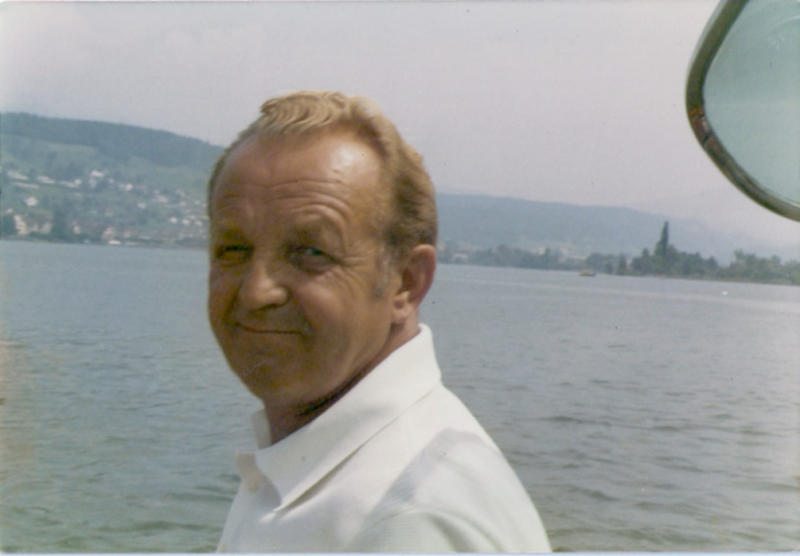
Károly Szittya

Károly Szittya (* 18. Juni 1918 in Budapest; † 9. August 1983 in Szeged) war ein ungarischer Wasserballspieler, der bei Olympischen Spielen eine Gold- und eine Silbermedaille gewann.

## Karriere
1947 spielte Szittya mit der ungarischen Mannschaft bei der Europameisterschaft in Monte Carlo. Dort siegten die Italiener vor den Schweden und den Belgiern. Ungarn erreichte nur die Platzierungsrunde und belegte nach zwei Siegen in dieser Runde den vierten Platz.
Im Jahr darauf bei den Olympischen Spielen 1948 in London unterlagen die Ungarn in der Vorrunde den Italienern mit 3:4. Mit zwei Siegen in der Zwischenrunde sowie einem Unentschieden gegen die Niederländer und einem Sieg über die Belgier in der Finalrunde gewannen die Ungarn die Silbermedaille hinter den Italienern und vor den Niederländern. Károly Szittya warf insgesamt neun Tore, acht in der Zwischenrunde und eins beim Unentschieden gegen die Niederländer.
Nachdem die Ostblockstaaten nicht an der Europameisterschaft 1950 in Wien teilnahmen, traten die Ungarn erst vier Jahre nach den Olympischen Spielen 1948 wieder bei einem großen Turnier an. Bei den Olympischen Spielen 1952 in Helsinki wurde Szittya nur in drei Spielen eingesetzt. Im Vorrundenspiel beim 9:1 gegen die Deutschen warf er drei Tore, im Finalrundenspiel gegen die italienische Mannschaft traf er zweimal. Die Ungarn gewannen die Goldmedaille vor den Jugoslawen und den Italienern.
Karoly Szittya spielte bis 1948 für Újpesti TE, mit diesem Verein war er vor und nach dem Zweiten Weltkrieg ungarischer Meister. Von 1948 bis 1954 trat er für Ferencváros Budapest an. Bei beiden Vereinen war er später auch Cheftrainer, zwischenzeitlich war er als Trainer auch in Kuba tätig.